# 東レ建設
東レ建設株式会社（とうレけんせつ）は繊維・化学メーカーの東レ株式会社関連の建設会社である。

## 概要
- 前身は1960年、東洋レーヨン（現・東レ株式会社）が完全出資した「東洋工事」（1962年に社名を「トーレエンジニアリング」、更に1970年に「東レエンジニアリング」に変更）が母体である。
- 1972年に分譲マンションシリーズ「シャルマンコーポシリーズ」の発売を開始。
- 1982年11月、不動産建設部門を東レエンジニアリングから継承する形で、東レ全額出資の子会社「東レ建設」が設立され、1983年4月から営業を本格的に開始。
- 1983年、マンション事業に進出するために大阪に「東洋ハウジング興産」を、また1986年には東京にマンション販売を請け負う「東レハウジング販売」をそれぞれ東レ完全出資で設立。
- 1988年、東洋ハウジング興産東京本社を東レ建設完全出資により設立。東洋ハウジング興産大阪本社の営業事業を一部東京本社に移動。
- 1989年、東レハウジング販売大阪本社を東レ建設完全出資により設立し、マンション販売の関西地区での事業強化を図る。
- 1990年、東洋ハウジング興産（東京・大阪本社）が「東洋コミュニティサービス」に社名変更。（法人上の東西統合は1999年）
- 2000年、東レハウジング販売が法人上の東西統合（東京・大阪本社）を行う。
- 2001年、東レグループの事業再編成の一環として東レ建設の従来の事業を「建設事業・及びマンション分譲」と「不動産賃貸事業」の2つに分ける形で4月1日から営業を開始。

## コーポレートスローガン
- 「ZERO to WONDERFUL」（ゼロ・トゥー・ワンダフル）

今までの顧客の信頼と愛着を大切にして、現状に満足することなく、更に良いものを提供し、顧客や社会に新しい感動を提供したいという狙いから2009年度、東レ建設のコーポレートスローガンを定めて、ゼネコンとディベロッパーの2つの事業を軸に技術、商品、サービスなどの総合力で「トータル品質№1企業」を目指す。

## 所在地
- 大阪本店（登記上本社）　大阪市北区中之島「中之島三井ビルディング」
- 東京本店　東京都中央区日本橋「日本橋室町ビル」
- 支店　名古屋市、三島市、大津市（京滋支店）
- 営業所　岡崎市、岐阜県神戸町、能美市、愛媛県松前町
- 他に関東・東海・北陸・近畿各地に出張所がある

## 東レ建設グループ会社
- 東レハウジング販売 東レ建設が手がけるマンション分譲の販売部門を担当
- 東洋コミュニティサービス 東レ建設のマンションの維持・管理・アフターケアーを行う